# Constituição do Líbano
A Constituição do Líbano foi adotada em 23 de maio de 1926.
A emenda mais recente da Constituição foi para a Carta da Reconciliação Nacional Libanesa (Acordo Ta'if), em outubro de 1989.
Na tentativa de manter a igualdade entre cristãos e muçulmanos, o artigo 24 da constituição determina a distribuição de cargos com base no confessionalismo como uma medida provisória, mas não especifica como eles serão alocados. ( Ver Pacto Nacional. ) No entanto, especifica que metade dos assentos será dada aos cristãos e metade aos muçulmanos. O artigo 24. na íntegra tem a seguinte redação. "Até que a Câmara promova novas leis eleitorais em uma base não confessional, a distribuição de assentos deve estar de acordo com os seguintes princípios: a. Representação igual entre cristãos e muçulmanos. b. Representação proporcional entre os grupos confessionais em cada uma das duas comunidades religiosas. c. Representação proporcional entre regiões geográficas. Excepcionalmente, e por apenas uma vez, os assentos vagos no momento, bem como os novos assentos estabelecidos por lei, serão preenchidos com hora marcada, de uma só vez, e por uma maioria de dois terços do Governo da Unidade Nacional. Isso é para estabelecer a igualdade entre cristãos e muçulmanos, conforme estipulado no Documento de Acordo Nacional. As leis eleitorais especificarão os detalhes relativos à implementação desta cláusula. " 
A constituição descreve a bandeira do Líbano. A versão original do artigo 5 dizia "A bandeira libanesa é azul, branca, vermelha com um cedro na parte branca". Uma mudança feita em 7 de dezembro de 1943 indicou que "a bandeira libanesa é feita de listras horizontais vermelhas, brancas e vermelhas, com o cedro em verde no centro da faixa branca". Alguns fabricantes de bandeiras criaram uma árvore com aparência mais convencional, com um tronco marrom. Alguns alegam que isso é inconstitucional.